# Mario (prénom)
Pour les articles homonymes, voir Mario.
Mario est un prénom masculin et la variante italienne et espagnole du nom latin Marius.

## Origine
L'origine du prénom est incertaine. Il serait de la même origine que le prénom Marius et Marin, lesquels viennent du latin « mare » et qui signifient : « mer ». 
Contrairement à une croyance qui circule sur internet , Mario n'est pas le masculin de Marie et les deux prénoms n'ont pas la même origine : Mario a des racines latines (comme expliqué dans cet article) et Marie a des origines hébraïques. 

### L'origine romaine
Mario dériverait de Mars, le dieu romain de la Guerre. Le nom Mario devrait sa célébrité à un oncle de Jules César, un général des armées qui sauva la République romaine de l'invasion des Teutons et des Cimbres en 102 et 101 av. J.-C. À l'instar d'autres noms romains, Mario ne fut plus à la mode dans l'Europe romaine vers le Ve ou VIe siècle, remplacés par une vague de prénoms germaniques.
C'est en Italie, durant la Renaissance, que le prénom Marius fut redécouvert, rapidement transcrit en « Mario ». En France, il a gardé sa forme originale, Marius. Peu fréquent jusqu'à la fin du XVIIIe siècle, il est remis au goût du jour par la Révolution française. Marius rencontra un certain succès en Provence et dans le Languedoc, comme en témoignent la popularité du Marius de Pagnol et des célèbres histoires de Marius et Olive. Cette notoriété a longtemps nui à l'essor de Marius, qui semble aujourd'hui repartir de l'avant, avec l'appui de Mario. 

### Fêtes usuelles du prénom
Le prénom Mario est fêté le 19 janvier dans le calendrier catholique romain, le même jour que le prénom Marius dont il partage la même racine.
Le 10 mars, est une journée dédiée à Mario, la mascotte de Nintendo, car les trois premières lettres de mars et le 10 de ce mois combinées donnent "MAR10" autrement dit Mario.

### Saints et bienheureux
- Saint Mario (ou saint Marius)[5]. Notable né en Perse, venu avec sa famille en pèlerinage à Rome à la fin du IIIe siècle, on découvrit qu'il était chrétien. Il fut arrêté avec sa femme et ses deux fils et tous les quatre furent décapités en l'an 270. Saint Mario est célébré le 19 janvier.
- Saint Mario d'Avenches (ou saint Marius d'Avenches)[6], évêque d’Avenches, capitale de l’Helvétie romaine, mort en 594, est célébré le 31 décembre.

### Popularité du prénom
Le prénom Mario est très répandu en Italie, en Espagne et en Amérique latine. Il est également très présent au Québec, en Allemagne et en Croatie, mais est peu répandu en France.
Le prénom est connu dans le monde entier grâce à la popularité de la mascotte Nintendo de la firme japonaise de jeu vidéo, Mario le principal protagoniste de la série Super Mario.

### Variantes linguistiques
- Allemagne : Marius
- Angleterre : Marius
- Chine : 马利奥 (Mǎ lì ào)
- Croatie : Mario, Marijo
- Corée : 마리오 (Malio)
- Danemark : Marius
- Espagne : Maio, Mario, Mariano
- France : Marius
- Grèce : Μάριος (Mários)
- Hongrie : Máriól
- Italie : Mario
- Pologne : Mariusz
- Portugal : Mário
- Roumanie : Marius, Marian
- Russie : Марио (Mario)
- Îles du Cap-Vert : Mario

## Sources
- (fr) Nominis
- (en) Behind the Name